# Leśnica (Tatra)
Pour les articles homonymes, voir Leśnica.
Leśnica est une localité polonaise de la gmina de Bukowina Tatrzańska, située dans le powiat des Tatras en voïvodie de Petite-Pologne.